# Grüze

Karte des Quartiers

Grüze ist ein Quartier der Stadt Winterthur im Kanton Zürich. Zusammen mit den Quartieren Guggenbühl, Talacker, Hegmatten, Hegi, Zinzikon, Reutlingen, Stadel und Ricketwil bildet es den Kreis 2 (Oberwinterthur). Grüze ist seit seiner Entstehung um den Bahnhof Winterthur Grüze ein Gewerbe- und Industriequartier. Das Quartier erstreckt sich vom Bahnhof aus in östliche Richtung. Neben grossen Industriebetrieben prägen Einkaufszentren das heutige Gesicht des Quartiers.

## Wortherkunft
Grüze, auf alten Plänen Grüzen genannt, bezeichnet nach dem Schweizerischen Idiotikon eine «sandige, trockene Stelle in einem Acker, wo die Gewächse bei heissem Wetter mager werden oder absterben».

## Geschichte

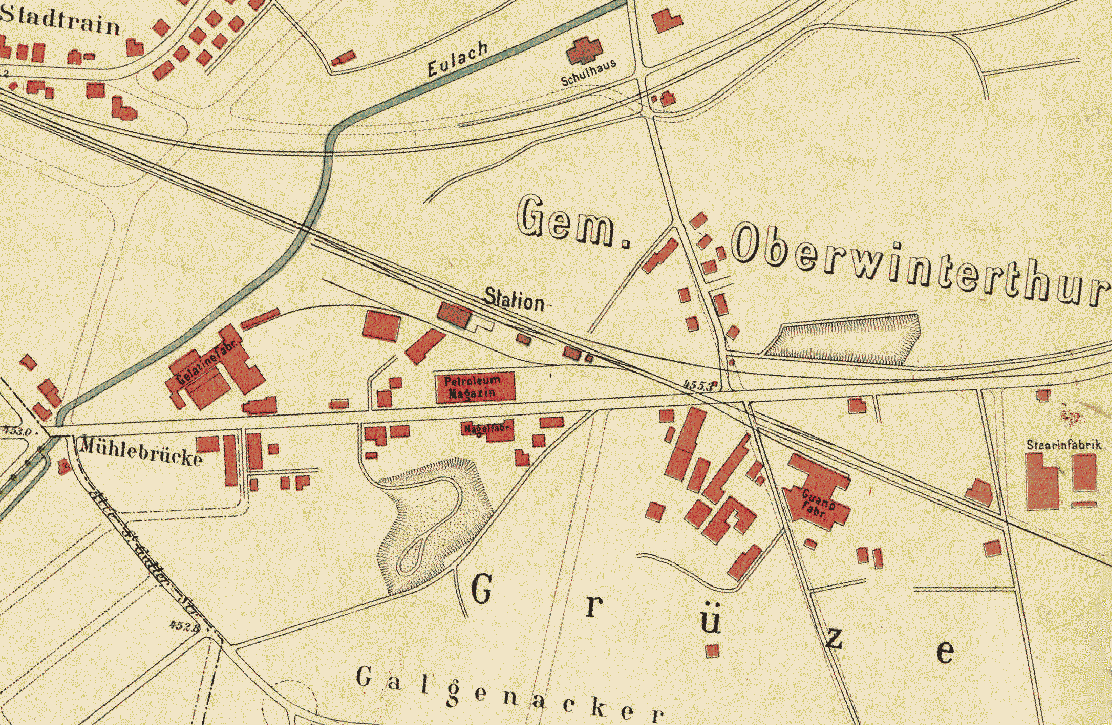
Grüze auf einer Karte von 1904

Die Grüzen, auf der Wildkarte von 1842 noch völlig unbesiedelt, wuchsen zusammen mit der Eröffnung des Bahnhofs Grüze 1855 zu einem dazumals bereits industriegeprägten Ort, der zur Gemeinde Oberwinterthur gehörte. Ab 1875 hielt die neu erbaute Tösstalbahn am Bahnhof Grüze, um danach Richtung Seen weiterzufahren und stärkte damit die Bedeutung des Ortes, der nun einen Trennungsbahnhof besass. Eine erste eigenständige Postablage erhielt das schnell wachsende Dorf 1889, zuvor wurde die Post noch von Oberwinterthur aus ausgeteilt.
Um das Jahr 1900 war Grüze ein von Industrie geprägter Ort mit 226 Einwohnern in 23 Wohnhäusern. Ansässig waren unter anderem die Metallbauwerke Geilinger, ein Petroleum-Lager, eine Guanofabrik, die Schweizerische Nagelfabrik und ab 1902 auch die Seifenfabrik Sträuli. Ebenfalls auf den Jahrhundertswechsel fällt die Umwandlung der bisherigen Postablage in eine eigenständige Postbüro.
1922 wurde Grüze als Teil der Gemeinde Oberwinterthur mit den anderen Vororten in die Stadt Winterthur eingemeindet. 1932 zügelte die Poststelle aus dem mittlerweile mit Winterthur zusammengewachsenen Quartier weg und eröffnete ihr neues Quartier weiter stadteinwärts als «Post Geiselweid» an der Thurgauerstrasse. In den 1950er-Jahren erweiterte die Sulzer ihre Produktionsanlagen nördlich des Bahnhofs Grüze und prägte damit Grüze noch weiter als Industriequartier.

## Entwicklungspläne

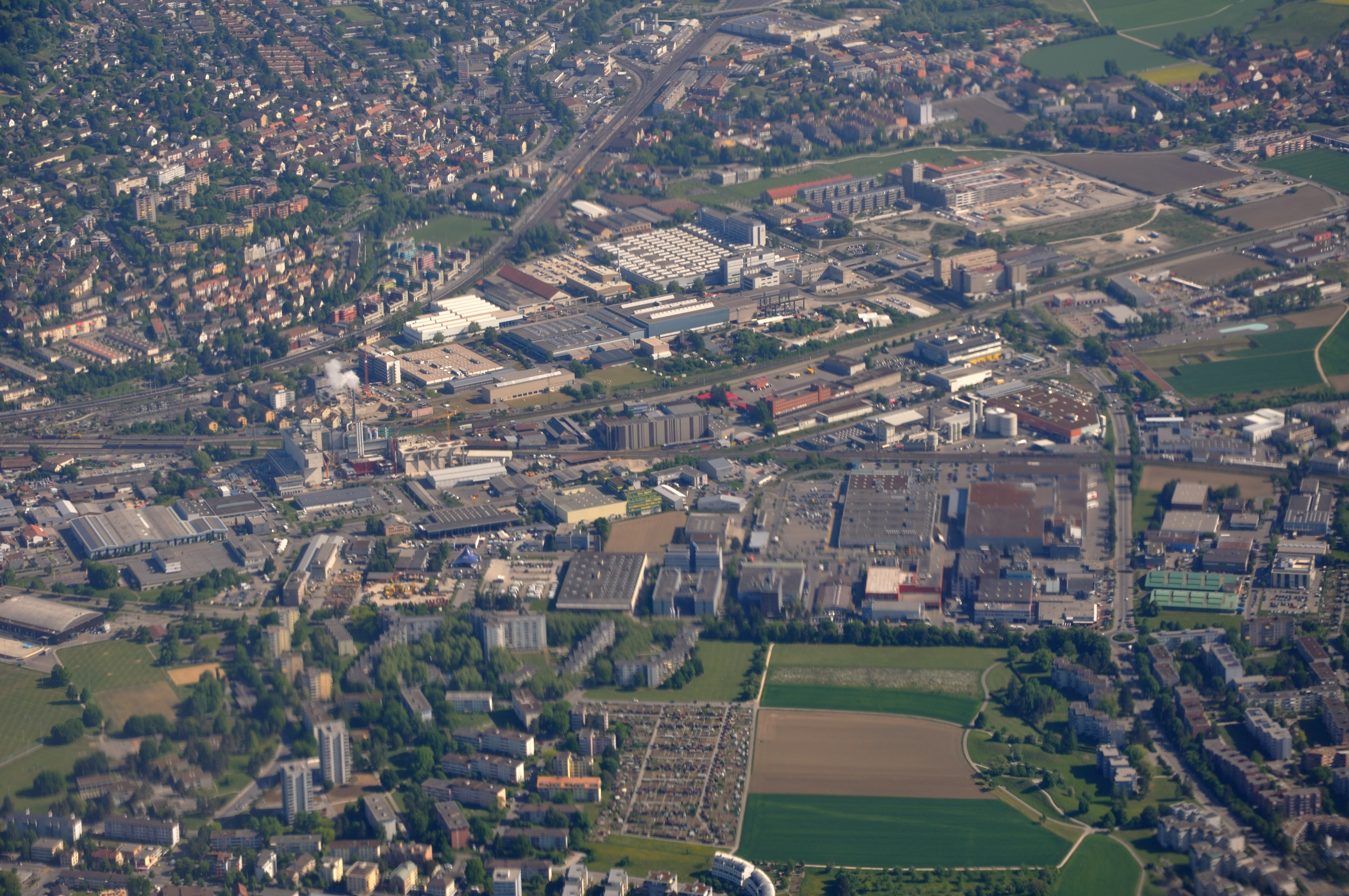
Luftbild des Industriequartiers

Dem Quartier wird in den kommenden Jahrzehnten ein grosser Wandel vorhergesagt. Ein Teil des Quartiers gehört zum Stadtentwicklungsgebiet Neuhegi und liegt in einer Planungszone von kantonaler Bedeutung. Die Stadtplaner gehen davon aus, dass das Quartier bis ins Jahr 2030 zu einem zweiten Zentrum der Stadt Winterthur werden wird. Im östlichen Quartierteil sind bereits seit dem Jahr 2005 grosse Veränderungen sichtbar. Auf dem ehemaligen Industrieareal der Sulzer AG ist mit dem Eulachpark ein grosser Stadtpark entstanden und es wurden Wohnbauten mit Hunderten von Wohneinheiten erstellt. Über den Bahnhof Grüze wird eine Bus- und Velobrücke gebaut, um den Bahnhof als Mobilitätsdrehscheibe zu etablieren.

## Bildung
Da Grüze selbst ein Industriequartier ist, gibt es im Quartier nur wenige Schulhäuser und die Schüler gehen meistens in den benachbarten Quartieren in die Schule. Streng genommen liegt jedoch das zur Primarschule Hegi zählende Schulhaus Eulachpark noch auf Quartiergebiet der Grüze.
Ebenfalls in der Grüze befinden sich das Schulhaus Grüze der Berufsfachschule Winterthur sowie eines der beiden Schulhäuser von profil, einem Berufsvorbereitungsjahr (10. Schuljahr) der Stadt Winterthur.

## Verkehr

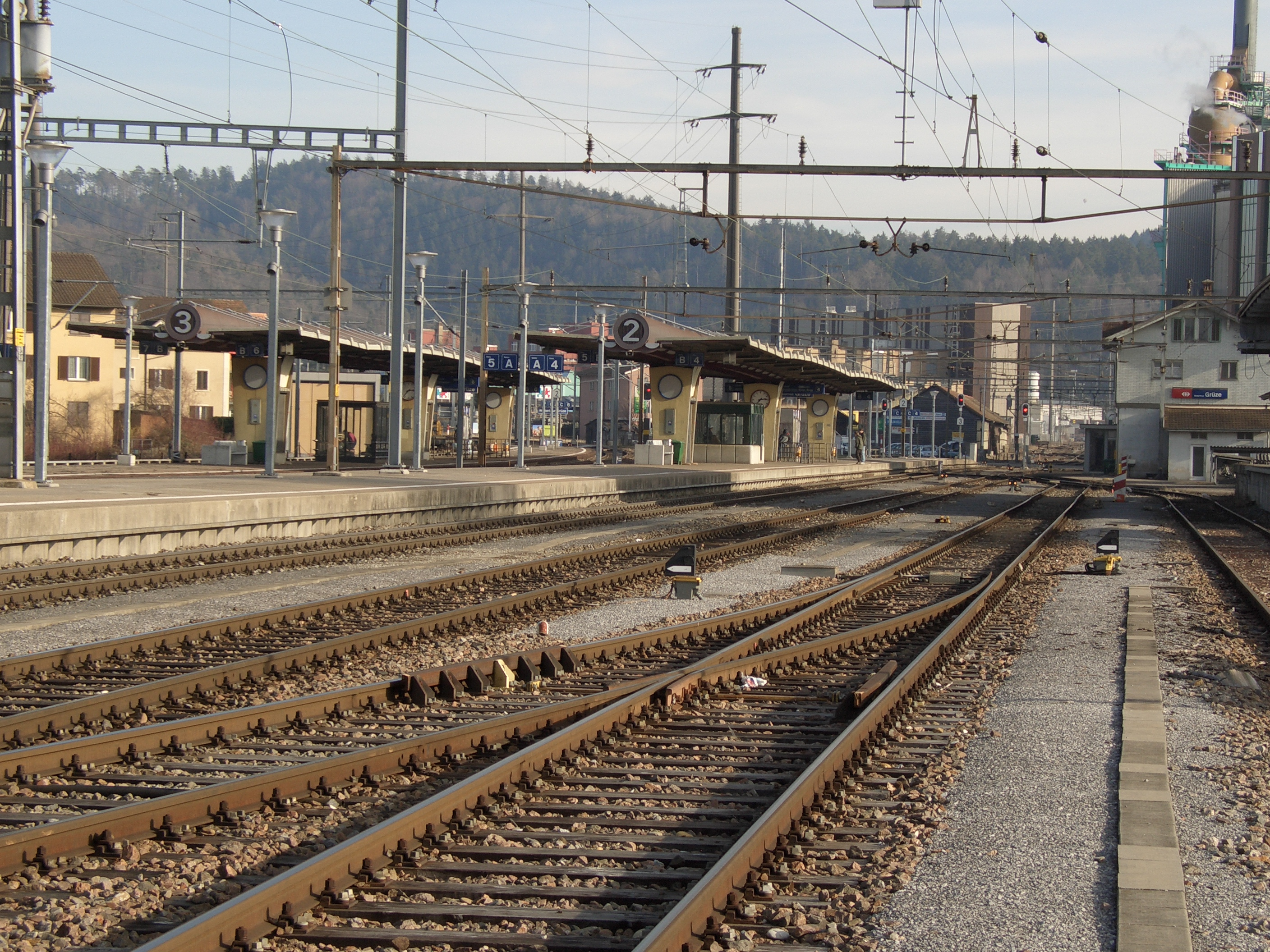
Bahnhof Winterthur-Grüze

Vom öffentlichen Verkehr wird das Quartier mit den Linien 3, 5, und 7 des Stadtbus Winterthur erschlossen, die das Quartier jedoch eher am Rand erschliessen. Der architektonisch einzigartige und denkmalgeschützte Bahnhof Winterthur Grüze befindet sich im Zentrum des Quartiers und stellt dadurch mittels S-Bahn eine gute Anbindung an den öffentlichen Verkehr sicher. Zwei Hauptstrassen erschliessen die Grüze für den motorisierten Verkehr: die St. Gallerstrasse in west-östlicher Richtung und die Seenerstrasse in nord-südlicher Richtung. Die städtischen Verkehrsbetriebe betreiben an der Grüzestrasse das Depot Grüzefeld.

### Bahnhof Winterthur Grüze
Der Bahnhof Winterthur Grüze wird von folgender S-Bahnen bedient:
- S 11 Aarau – Lenzburg – Dietikon – Zürich HB – Stettbach – Winterthur – Seuzach/Sennhof-Kyburg (– Wila) (stündlich)
- S 12 Brugg – Altstetten – Zürich HB – Stadelhofen – Winterthur – Schaffhausen/Wil (stündlich Mo–Fr)
- S 26 Winterthur – Bauma – Rüti ZH
- S 35 Winterthur – Wil